# Кірстен Еммельманн
Кірстен Еммельманн (нім. Kirsten Emmelmann; дошлюбне прізвище — Зімон (нім. Siemon); нар. 19 квітня 1961) — німецька спринтерка.
На міжнародних змаганнях представляла НДР.
Чоловік — Франк Еммельманн (нар. 1961) — чемпіон Європи з бігу на 100 метрів (1982).

## Спортивні досягнення
Бронзова призерка олімпійських змагань з естафетного бігу 4×400 метрів (1988). Учасниця олімпійських змагань з бігу на 400 метрів (1988), на яких зупинилась на півфінальній стадії.
Чемпіонка світу з естафетного бігу 4×400 метрів (1987). Бронзова призерка чемпіонату світу з бігу на 400 метрів (1987).
Переможниця Кубка світу з естафетного бігу 4×100 метрів (1981) та 4×400 метрів (1985).
Чемпіонка Європи з естафетного бігу 4×400 метрів (1982, 1986). Фіналістка (4-е місце) змагань з бігу на 400 метрів на чемпіонаті Європи (1986).
Чемпіонка Європи в приміщенні з бігу на 200 метрів (1987). Срібна призерка чемпіонату Європи в приміщенні з бігу на 200 метрів (1985) та 400 метрів (1983). Бронзова призерка чемпіонату Європи в приміщенні з бігу на 200 метрів (1986).
Тричі була другою на Кубках Європи — з бігу на 400 метрів (1985) та у змаганнях з естафетного бігу 4×400 метрів (1985, 1987).
Чемпіонка Європи серед юніорів з естафетного бігу 4×100 метрів (1979). Срібна призерка чемпіонату Європи серед юніорів з бігу на 100 метрів (1979).
Чемпіонка НДР з бігу на 400 метрів (1985). Чемпіонка НДР в приміщенні з бігу на 200 метрів (1985, 1987) та 400 метрів (1983).
Ексрекордсменка світу з естафетного бігу 4×400 метрів — 3.19,04 (1982).

## Визнання
- Бронзовий орден «За заслуги перед Вітчизною» (1988)